# Monte Alegre do Sul
Monte Alegre do Sul is een gemeente in de Braziliaanse deelstaat São Paulo. De gemeente telt 7.473 inwoners (schatting 2009).